# Pesangkalan
Pesangkalan is een bestuurslaag in het regentschap Banjarnegara van de provincie Midden-Java, Indonesië. Pesangkalan telt 2656 inwoners (volkstelling 2010).